# The Squad (Congresso dos EUA)
- Alexandria Ocasio-Cortez, NY-14
- Ilhan Omar, MN-5
- Ayanna Pressley, MA-7
- Rashida Tlaib, MI-13
- Jamaal Bowman, NY-16
- Cori Bush, MO-1

The Squad (em português: O Esquadrão) é o nome informal de um grupo de quatro mulheres eleitas nas eleições de 2018 para a Câmara dos Representantes dos Estados Unidos, composto por Alexandria Ocasio-Cortez de Nova Iorque, Ilhan Omar de Minnesota, Ayanna Pressley de Massachusetts e Rashida Tlaib de Michigan. Todas são mulheres de cor com menos de 50 anos, foram apoiadas pelo comitê de ação política Democratas da Justiça e estão na ala esquerda do Partido Democrata. Todas as quatro têm assentos seguros na Câmara dos Representantes, com Cook PVIs de pelo menos D+26.
Diz-se que o grupo representa a diversidade demográfica de uma geração política mais jovem e a defesa de políticas progressistas como o Green New Deal, que às vezes entra em conflito com a liderança de seu partido. Ocasio-Cortez cunhou o nome "Squad" em uma postagem do Instagram uma semana após a eleição de 2018. A foto, tirada em um evento da VoteRunLead onde todos os quatro membros falaram, posteriormente se tornou viral.

## Nome
O uso coloquial da palavra "esquadrão" surgiu da cultura East Coast hip hop e descreve "um grupo auto-escolhido de pessoas com quem você quer se identificar". Seu uso por Ocasio-Cortez sinalizou familiaridade com a gíria milenar como uma referência lúdica aos grupos sociais juvenis. O bairro natal adotado por Ocasio-Cortez, o Bronx, foi a origem de um grupo de hip hop chamado Terror Squad, formado em 1998; atos musicais com "Squad" em seu nome e letras começaram da década de 1990 até os dias atuais.
O The New York Times considera o "esquadrão" sui generis, não se encaixando perfeitamente nem nos habituais grupos de "gangue" do Congresso (um grupo bipartidário focado em uma legislação específica) nem em um "caucus" (um grupo de interesse baseado em interesses especiais). Observa que o termo, com conotação militarista, veicula valores de autodefesa, lealdade e ter “algo importante a proteger”. O apelido foi usado pejorativamente por alguns republicanos, mas as quatro mulheres usam o termo de forma autorreferencial para expressar solidariedade entre si e com seus apoiadores. Por exemplo, o Justice Democrats tweetou uma citação de Pressley dizendo: "Somos mais que quatro pessoas... Nosso time inclui qualquer pessoa comprometida com a criação de um mundo mais equitativo e justo".
A idade média do The Squad era de 38,3 anos em meados de 2019, quase duas décadas mais jovem do que a idade média geral da Câmara de 57,6 anos.

## História
Ocasio-Cortez e Pressley derrotaram os candidatos democratas nas eleições primárias, Omar conquistou a cadeira anteriormente ocupada pelo democrata Keith Ellison, que se aposentou da Câmara para concorrer a procurador-geral de Minnesota, e Tlaib conquistou a cadeira antes ocupada pelo reitor da Câmara John Conyers, que renunciou em dezembro de 2017, após quase 53 anos no Congresso. Pelo menos três membros do The Squad forneceram ajuda para arrecadação de fundos e voluntariado durante as campanhas eleitorais de outros membros.
De acordo com Pressley, ela e Ocasio-Cortez se encontraram antes da Semana de Orientação do Calouro para o 116º Congresso dos Estados Unidos. Durante esse evento, uma semana após o dia da eleição, em 12 de novembro de 2018, todos os quatro membros do Squad participaram de uma entrevista transmitida ao vivo com Jodi Jacobson do Rewire News Group, organizado pelo VoteRunLead, e tiraram uma foto de grupo. Ocasio-Cortez publicou a foto no Instagram, rotulando-a de "Squad" (Esquadrão); Pressley publicou a foto em seu Instagram no mesmo dia. No dia seguinte, eles já haviam atraído atenção negativa da mídia conservadora, como Laura Ingraham, da Fox News, que as chamou de "as quatro cavaleiras do apocalipse". As quatro mulheres, conhecidas por seu conhecimento de mídia social, publicam regularmente selfies com legendas como "amor de irmã" e defendem as políticas e observações umas das outras.
Após a publicação, a foto do Squad de Ocasio-Cortez se tornou um fenômeno viral, e figuras públicas começaram a usar "The Squad" para se referir coletivamente às quatro mulheres, com exemplos proeminentes de uso vindos da colunista do Maureen Dowd do The News York Times e da conselheira da Casa Branca Kellyanne Conway. Dowd havia usado o termo em uma entrevista com a presidente da Câmara, Nancy Pelosi, que criticou as quatro membros do Squad coletivamente, embora sem citá-los. Tlaib solicitou um encontro entre Pelosi e o Squad, em nome do grupo. Outra foto das três membros que serviram no Comitê de Supervisão da Câmara durante o testemunho de Michael Cohen também recebeu atenção viral.
Em 14 de julho de 2019, o presidente Donald Trump tweetou que as membros do Squad deveriam "voltar e ajudar a consertar os lugares totalmente destruídos e infestados de crimes de onde vieram. Depois volte e nos mostre como se faz". A insinuação de que as pessoas de cor são estrangeiras foi amplamente considerada racista; três das quatro são nascidas nos Estados Unidos e o quarta (Omar) naturalizou-se na juventude. Em 15 de julho, as quatro mulheres responderam em uma entrevista coletiva, dizendo "Estamos aqui para ficar".
Em 16 de julho, a Câmara dos Representantes condenou os comentários de Trump em H.Res. 489. Nos dias seguintes, Trump continuou a atacar as quatro congressistas, dizendo em um comício de campanha em 17 de julho: "Elas nunca têm nada de bom a dizer. É por isso que eu digo: 'Ei, se você não gosta, deixe-as ir, deixe-as ir.' ... Acho que em alguns casos elas odeiam nosso país". Enquanto Trump estava criticando Omar, a multidão da Carolina do Norte reagiu gritando: "Mande-a de volta, mande-a de volta [ao seu país]!" Trump também afirmou falsamente que as quatro congressistas haviam usado o termo "judeus maus"; nenhum delas foram relatadas por ter usado o termo. No mesmo dia, o Partido Republicano lançou um anúncio político contra o Squad, intitulado "Objetivos do Squad: Anarquia" e enfocando o papel do Squad no movimento Abolish ICE.
Uma pesquisa da CBS News e da YouGov com quase 2 100 americanos adultos conduzida de 17 a 19 de julho revelou que os entrevistados republicanos estavam mais atentos às quatro congressistas democratas do que aos outros democratas. As congressistas têm avaliações muito desfavoráveis entre os respondentes republicanos e avaliações favoráveis entre os democratas. Em um artigo de opinião do New York Times, a historiadora Barbara Ransby escreveu: "O Squad abriu novos caminhos para reanimar o espírito de luta dentro do Partido Democrata e reviveu seu flanco esquerdo".
No final de julho de 2019, a Associação dos Presidentes do Condado Republicano de Illinois rotulou as quatro congressistas como o "Esquadrão Jihad " em uma postagem do Facebook que foi posteriormente excluída. O presidente do Partido Republicano de Illinois, Tim Schneider, condenou "evocar raça ou religião como base para desacordo político".
Em agosto de 2019, Israel impediu Omar e Tlaib de visitarem o país, uma inversão da declaração de julho de 2019 do embaixador israelense nos Estados Unidos, Ron Dermer, de que "qualquer membro do Congresso" teria permissão para entrar. Um porta-voz do ministro do Interior israelense, Arye Deri, atribuiu o impendimento ao apoio de Omar e Tlaib ao BDS (Boicote, Desinvestimento e Sanções). Um porta-voz do primeiro-ministro israelense Benjamin Netanyahu citou que Omar e Tlaib pretendiam apenas visitar a Palestina e não haviam agendado um encontro com nenhum político israelense. Menos de duas horas antes da proibição, o presidente americano Donald Trump tweetou que Israel permitir a visita iria "mostrar grande fraqueza", que "Omar e Tlaib odeiam Israel e todo o povo judeu". Omar respondeu que Netanyahu cedeu à exigência de Trump e que "a proibição de Trump de muçulmanos é o que Israel está implementando". Tlaib descreveu o bloqueio como "fraqueza". Legisladores americanos dos partidos Democrata e Republicano criticaram a decisão israelense e solicitaram que Israel retirasse a proibição. Trump aplaudiu a decisão de Israel enquanto continuava suas críticas a Omar e Tlaib; ele as descreveu como "o rosto do Partido Democrata, e eles ODEIAM Israel". Um dia após a proibição ter sido imposta, Tlaib recebeu permissão para entrar em Israel para visitar sua família depois que ela "se comprometeu a aceitar todas as exigências de Israel para respeitar as restrições impostas a ela na visita" e "prometeu não promover boicotes contra Israel durante a visita". Em resposta, Tlaib disse que não visitaria Israel, tweetando que fazer isso "se colocaria contra tudo que ela acredita — na luta contra o racismo, a opressão, e a injustiça".
Ocasio-Cortez, Omar e Tlaib endossaram Bernie Sanders para presidente em 2020, enquanto Pressley endossou Elizabeth Warren.
'The Squad Victory Fund', um comitê de ação conjunta, foi criado pelo The Squad para arrecadar dinheiro para suas campanhas individuais e outras campanhas progressivas em julho de 2020.
Todos os quatro membros foram renomeados em 2020. Pressley foi incontestável em sua primária, enquanto Ocasio-Cortez, Tlaib e Omar derrotaram adversários por grandes margens.

## Membros
As quatro membros originais do Squad já haviam sido discutidas como um grupo, antes mesmo de o nome ser amplamente adotado. De acordo com Mediaite, a mídia atualmente usa "Squad" para se referir ao grupo "quase exclusivamente".
| Membro                   | Data de nascimento                             | Distrito                                    | Partido   | Educação                                                                    | Cargo assumido em |
| ------------------------ | ---------------------------------------------- | ------------------------------------------- | --------- | --------------------------------------------------------------------------- | ----------------- |
| Alexandria Ocasio-Cortez | 13 de outubro de 1989 Nova Iorque, Nova Iorque | 14.º distrito congressional de Nova Iorque  | Democrata | Organizadora, Campanha de Bernie Sanders (2016) Universidade de Boston (BA) | 2019              |
| Ilhan Omar               | 4 de outubro de 1982 Mogadishu, Somália        | 5.º distrito congressional de Minnesota     | Democrata | Universidade Estadual da Dakota do Norte (BA)                               | 2019              |
| Ayanna Pressley          | 3 de fevereiro de 1974 Cincinnati, Ohio        | 7.º distrito congressional de Massachusetts | Democrata | Universidade de Boston                                                      | 2019              |
| Rashida Tlaib            | 24 de julho de 1976 Detroit, Michigan          | 13.º distrito congressional de Michigan     | Democrata | Wayne State University (BA) Faculdade de Direito Thomas M. Cooley (JD)      | 2019              |
| Jamaal Bowman            | 1 de abril de 1976 Nova Iorque, Nova Iorque    | 24.º distrito congressional de Nova Iorque  | Democrata | Universidade de New Haven (BA) Mercy College (MA) Manhattanville College    | 2021              |
| Cori Bush                | 21 de julho de 1976 St. Louis, Missouri        | 19.º distrito congressional de Missouri     | Democrata | Escola Luterana de Enfermagem (DpG)                                         | 2021              |

### Membros sugeridos
Em 16 de julho de 2019, o The Onion postou um artigo satírico alegando que o representante de Nova Jersey de 82 anos, Bill Pascrell, havia pedido para entrar, o que foi confirmado por ele e aceito por Omar de brincadeira. No dia da publicação, Pascrell retuitou o artigo, marcando Ocasio-Cortez, Omar, Pressley e Tlaib para perguntar se ele poderia entrar. Ocasio-Cortez respondeu ao tweet, aceitando Pascrell como membro do Squad. Da mesma forma, em um episódio de 2019 do Full Frontal with Samantha Bee, a anfitriã perguntou a Ocasio-Cortez se ela poderia se juntar ao The Squad, e o pedido foi atendido de brincadeira.
Durante as primárias democratas de 2020, foi sugerido que Jamaal Bowman, Cori Bush e Marie Newman — todos os quais desafiaram com sucesso os membros titulares da Câmara dos Representantes, bem como Mondaire Jones, que inicialmente desafiou um titular e posteriormente venceu a primária após o titular anunciar sua aposentadoria — poderia se juntar ao Squad em 2021. Ritchie Torres foi outra pessoa nomeada como um membro em potencial, mas Torres disse que não tinha "intenção de ingressar no Squad".